# Gherardinghi
I Gherardinghi furono una potente famiglia nobiliare che governò in Garfagnana in un periodo compreso tra il X e il XIII secolo.

## Storia
Il nome della famiglia compare nei documenti storici conservati all'Archivio arcivescovile e all'Archivio di Stato di Lucca a partire dall'anno 970, ma alcune fonti ne fanno risalire le origini ad Ariperto I, nono Re dei Longobardi, da cui sarebbe disceso Gerardo o Gherardo; la provenienza longobarda fu condivisa anche da altre famiglie della zona: i Cumimondinghi, i Suffredinghi, i Rolandinghi, e i Nobili di Corvaia.
Fin dal X secolo la famiglia Gherardinghi esercitò una solida egemonia su alcuni villaggi in Garfagnana, oggi compresi nel Comune di San Romano in Garfagnana; in alcuni periodi estese l'autorità politica e sociale anche in territori più distanti, fino a Sommacologna e Gragno. Della Curia di Verucola facevano parte: Naggio, San Romano, Sillicagnana, Vibbiana, Meschiana, Bollio, Petrognano, Pontecosi, Sillico, Bargecchia e Capraia, come risulta in alcuni Instrumenti di vendita stipulati fra il 1261 e il 1285, conservati negli Archivi di stato di Lucca e Firenze. 
Tra l'XI e il XII secolo, a dimostrazione del potere incontrastato di cui godeva, la famiglia volle edificare un'imponente rocca a scopo difensivo, designata come Vericla Gerardenga e poi come Verrucola Gherardinga, per distinguerla da altre omonime presenti in zona. Da qui direttamente, o per mezzo di un podestà da loro nominato, amministravano la giustizia nei loro territori.
Intorno al 1170 si fecero promotori in Garfagnana della ribellione contro il Governo Lucchese a favore del partito dei Pisani, ma la minaccia da parte del Comune di Lucca di demolire i castelli dei casati ribelli, indusse alla sottomissione svariate famiglie, tra cui i Gherardinghi che giurarono stabile fedeltà in avvenire a Lucca, ottenendone il perdono.
Un diploma imperiale del 1185 di Federico I concesso in Garfagnana a scapito di Lucca, presenta un elenco di noti casati nobili locali e annovera il possedimento della Verrucola alla dinastia gherardinga.

### Il declino
Dopo il 1250 molte delle loro terre ritornarono sotto il dominio di Lucca, impegnata a riacquisire il contado a scapito delle signorie locali; l'egemonia lucchese sull'intera Garfagnana divenne pian piano incontrastata e l'aristocrazia, rimanendo in possesso di poche terre, in breve si dissolse.
Nel 1261 i Gherardinghi vendettero la ventunesima parte dei loro diritti sulle terre e sugli uomini di loro giurisdizione ai Guidiccioni di Lucca. Tuttavia nel 1271 la Signoria di Verrucole con Vibbiana, Meschiana, Naggio, Bollio e Petrognano sottoscrisse un Constitutum de Gherardingis su di una grande pergamena (62×77 cm.), conservata presso l'Archivio Arcivescovile di Lucca; lo statuto, che mirava a stabilire norme riguardo all'affitto dei pascoli ai pastori e le multe per usi impropri, attesta il potere supremo riconosciuto ancora a quel tempo ai Gherardinghi. 
Di nuovo nel 1281 cedettero la settantasettesima parte dei loro possedimenti e ancora nel 1285 una quarta parte. Nello stesso anno la consorteria Gherardinghi, composta da 37 persone, vendette per 1800 fiorini d'oro l'ulteriore metà pro indiviso di quanto rimasto. Così molti villaggi chiamati Communia rimasero soggetti ai Gherardinghi, con gradi di soggezione diversificati.
Mantennero la loro residenza principale alla Fortezza delle Verrucole fino al 1285, ma, persa l'egemonia sulla Garfagnana, dovettero cederla a Lucca che nel 1292 la affidò alla famiglia lucchese dei Guidiccioni. Nel 1296 più non esistevano i feudi Gherardinghi.
Entro la fine del XIV secolo, tutte le famiglie feudali della lucchesia avevano lasciato i propri antichi territori nella valle del Serchio e in Versilia per giurare fedeltà alla Repubblica di Lucca, e i loro antichi detentori si erano trasferiti in città cercando di curare i propri interessi economici.